# جافاد مرادي
جافاد مرادي (14 أبريل 1984 إيران إيران - ) هو لاعب كرة قدم إيراني يلعب كلاعب وسط.

## روابط خارجية
- جافاد مرادي على موقع قاعدة بيانات كرة القدم.إي يو (الإنجليزية)
- جافاد مرادي على موقع Soccerway.com (الإنجليزية)